# Agência Nacional do Petróleo, Gás Natural e Biocombustíveis
Pour les articles homonymes, voir ANP.

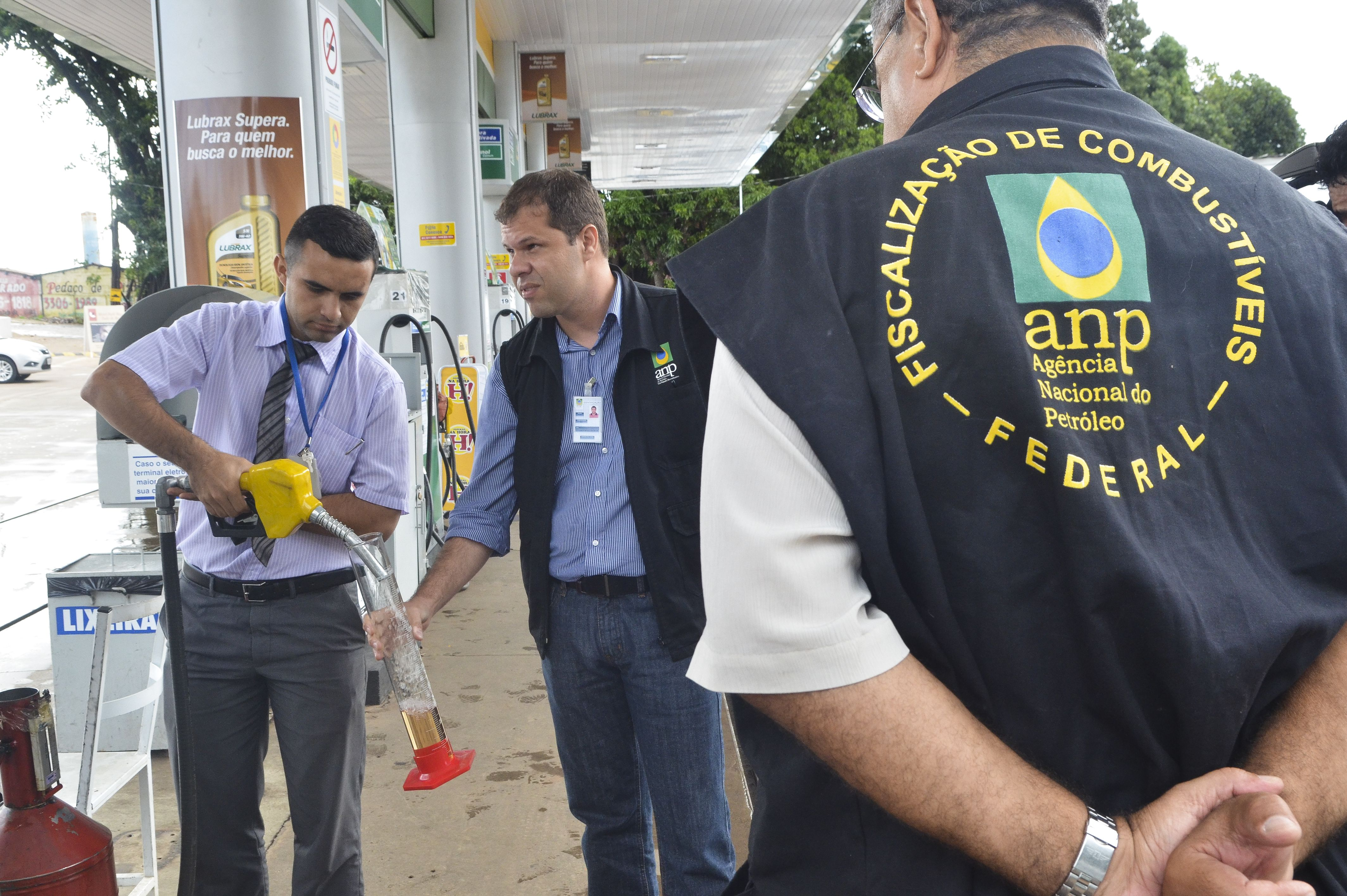
Agência Nacional do Petróleo, Gás Natural e Biocombustíveis.

L' Agência Nacional do Petróleo, Gás Natural e Biocombustíveis (ANP) est l'Agence nationale du pétrole, du gaz naturel et des biocombustibles du Brésil, organisme public fédéral chargé de la régulation des activités liées au pétrole, au gaz naturel et aux biocombustibles au Brésil. Elle dépend du Ministère des Mines et de l'Énergie brésilien. En tant qu'entité fédérale responsable de l'application de la politique nationale pour ces secteurs, l'ANP se concentre sur la garantie de l'approvisionnement énergétique et sur la protection des intérêts des consommateurs.

## Histoire
L'ANP a été créée en 1998 par le Décret 2455/1998.

## Missions
L'ANP présente son rôle de la façon suivante :
- établissement des règles pour l'exploitation des industries du pétrole, du gaz naturel et des biocombustibles ;
- organisation d'enchères et signature de contrats pour le compte de l'État brésilien avec les concessionnaires dans les activités d'exploration, développement et production, et attribution de permis pour les activités des industries régulées.
- supervision de l'application des règlements : promotion des études géologiques, contrôle de l'application des contrats de concession, calcul des royalties dues par les concessionnaires aux municipalités, aux États et à l'État fédéral, autorisations et contrôle des activités de la branche, fixation des spécifications techniques, surveillance de l'évolution des prix et signalement aux autorités de  protection des consommateurs de tous indices d'infractions contre les intérêts des consommateurs, recueil et publication de données statistiques.

Depuis 2003, l'Agence exige des compagnies participant aux enchères pour les blocs d'exploration et production l'engagement à acquérir un certain pourcentage de bines et services auprès de fournisseurs brésiliens. Ce « contenu local » est depuis 2005 devenu un des critères d'évaluation des propositions des entreprises soumissionnaires aux enchères de concessions ; l'ANP est aussi chargée de vérifier le respect de ces engagements.